# شوگهور
شوگهور (به انگلیسی: Shoghore) یک منطقهٔ مسکونی در پاکستان است که در خیبر پختونخوا واقع شده‌است.